# Liste der Geotope im Landkreis Rotenburg (Wümme)
Die Liste der Geotope im Landkreis Rotenburg (Wümme) nennt die Geotope im Landkreis Rotenburg (Wümme) in Niedersachsen.
| Geotop-Nr. | Bezeichnung                           | Ort | Bemerkung | Koordinaten                    | Bild           |
| ---------- | ------------------------------------- | --- | --- | ------------------------------ | -------------- |
| 2521/02    | 20 Findlinge                          | 2,5 km südöstlich von Hesedorf im Beverner Wald, Jg. 32 am nördlichen Rand.                                                                                      | Geotoptyp: Findling. Länge 1,5 m, Breite 1 m, Höhe 0,7 m. Stratigraphie: Quartär-Pleistozän, Drenthe-Vereisung. Petrographie: Granite, vermutlich auch Gneise, teils eckiger, teils rundlicher Form, alle im Boden.                                                                                           | 53° 27′ 0″ N, 9° 13′ 4,8″ O    |                |
| 2619/02    | 2 Findlinge                           | Gnarrenburg. 1 km nördlich von Kuhstedt, 450 m westlich der B 74 im Graben, noch Staatsforstgelände.                                                             | Geotoptyp: Findling. Länge 1,7 m, Breite 1,4 m, Höhe 1 m. Stratigraphie: Quartär. Petrographie: a) Granit, mit viel Feldspat (rosa), b) Gletscherschrammen. Naturdenkmal ND ROW 103. | 53° 23′ 42″ N, 8° 57′ 46,8″ O  |                |
| 2620/01    | Hochmoorsee Huvenhoopssee             | Gnarrenburg. | Geotoptypen: Hochmoor, See. Stratigraphie: Quartär. Im Naturschutzgebiet Huvenhoopsmoor. | 53° 18′ 51″ N, 9° 6′ 13″ O     | weitere Bilder |
| 2623/01    | Findlinge Wiegersen Gutspark          | 3 Findlinge. a) im Norden des Gutsparkes, b) in Fortsetzung Verwalterhaus nach E, c) 10 m W 2623/01 b in Richtung Verwalterhaus. Wohnste                         | Geotoptyp: Findling. Länge 2,5 m, Breite 1,4 m, Höhe 2,6 m. Stratigraphie: Quartär-Pleistozän, Drenthe-Vereisung. Petrographie: a) Granit, eckig, keilförmig, 1 kleine glatte Fläche, b) Granit, wie a) pyramidenförmig, c) Granit, wie a) 1 Quarzbank, 1 glatte Fläche mit Gletscherschrammen. Naturdenkmal. | 53° 23′ 6″ N, 9° 33′ 0″ O      |                |
| 2623/02    | regenerierendes Hochmoor "Mühlenmoor" | ca. 2,5 km NE Ippensen (Groß). Wohnste | Geotoptyp: Hochmoor, Seen. Fläche 17,5 ha. Stratigraphie: Quartär. | 53° 20′ 52,8″ N, 9° 30′ 3,6″ O |                |
| 2719/06    | "Günnemoor" (Teufelsmoor)             | Es macht einen großen Teil des Landkreises Osterholz (nördlich von Bremen) aus und reicht in angrenzende Teile des Landkreises Rotenburg (Gemeinde Gnarrenburg). | Geotoptyp: Hochmoor. Stratigraphie: Quartär. | 53° 16′ 48″ N, 8° 54′ 36″ O    | Günnemoor      |
| 2721/02    | Bullensee (Hochmoor Randsee)          | südlich Badenstedt, südwestlich Ostertimke | Geotoptyp: Hochmoor. Stratigraphie: Quartär. Naturschutzgebiet NSG-LÜ 027 "Bullensee". | 53° 14′ 48″ N, 9° 12′ 16″ O    |                |
| 2822/03    | Sandgrube Bötersen                    | Bötersen | Geotoptyp: Richtprofil. Länge 400 m, Breite 300 m, Höhe 15 m. Stratigraphie: Quartär – Pleistozän, Elster-Kaltzeit bis Quartär – Pleistozän, Weichselkaltzeit. Petrographie: Schmelzwassersande, Grundmoränen, fossile Böden, periglaziale Formen.                                                            | 53° 8′ 52,8″ N, 9° 20′ 13,2″ O |                |
| 2922/01    | Weißes Moor                           | ca. 4 km SE Unterstedt, ca. 3 km W Hassel. Kirchwalsede | Geotoptyp: Hochmoor. Größe 440 ha. Stratigraphie: Quartär-Holozän. Teil des Naturschutzgebiets Großes und Weißes Moor. | 53° 3′ 5,8″ N, 9° 24′ 0″ O     |                |
| 2922/05    | Findling                              | 750 m NW Bahnhof Westerwalsede am Feldweg. | Geotoptyp: Findling. Länge 1,8 m, Breite 1,4 m, Höhe 1,2 m. Stratigraphie: Quartär-Pleistozän, Drenthe-Vereisung. Petrographie: Gneis, eckige Form, 1 durchgehende Kluft. | 53° 2′ 6,7″ N, 9° 20′ 20,4″ O  |                |